# The New Normal
The New Normal è una serie televisiva statunitense creata da Ryan Murphy e Allison Adler per la NBC, trasmessa dal 10 settembre 2012.
In Italia la serie è andata in onda per la prima volta sul canale satellitare Fox il 5 marzo 2013.

## Trama
David e Bryan sono una coppia di Beverly Hills, che ha tutto dalla vita; una relazione stabile, delle brillanti carriere e una bella casa, l'unica cosa che manca nella loro vita è un figlio. La ricerca della madre surrogata perfetta si rivela però molto ardua, David inizia a nutrire ansie sull'idea della paternità, e la coppia arriva quasi al punto di demordere e rinunciare al loro sogno di diventare genitori. Ma le cose cambiano quando incontrano Goldie, una giovane madre single dal passato burrascoso, trasferitasi a Los Angeles con la figlia di nove anni, per sfuggire dalla vita di provincia e dall'opprimente nonna cinica e razzista. Fertile e bisognosa di denaro, Goldie accetta di fare da madre surrogata per David e Bryan, trovando in loro anche una famiglia surrogata.

## Episodi
| Stagione       | Episodi | Prima TV USA | Prima TV Italia |
| -------------- | ------- | ------------ | --------------- |
| Prima stagione | 22      | 2012-2013    | 2013            |

## Personaggi e interpreti
- David Sawyer, interpretato da Justin Bartha.
David, di professione medico, è un uomo risoluto e vigoroso, considerato da amici e colleghi una persona innegabilmente forte e volitiva. Tuttavia, la sua forza e il suo atteggiamento sprezzante sono solo una facciata che celano la fragilità e l'insicurezza emotiva che lo caratterizzano davvero. David sulle prime non prende bene la decisione del partner di avere un figlio insieme, e nutre perplessità riguardo all'eventualità di diventare padre, poi dissipate dopo aver conosciuto Goldie.
- Bryan Collins, interpretato Andrew Rannells.
Bryan è il fidanzato di David. Lavora come produttore televisivo, adora la moda ed è oltremodo perfezionista, e capisce di voler diventare padre quando un giorno, mentre fa acquisti, volge lo sguardo verso un bambino in un carrozzino, e gli sembra la cosa più bella che abbia mai visto. Dopo varie peripezie con il compagno, i due si accordano, e trovano in Goldie una madre surrogata perfetta.
- Goldie Forrest Clemmons, interpretata da Georgia King
Goldie è una giovane madre di indole dolce e gentile, segnata dal abbandono da parte della madre appena dopo che questa la diede alla luce, dagli anni vissuti sotto la dispotica tutela della nonna, Nana, e dal suo disastroso matrimonio con il marito, dal quale è nata Shania. Un giorno, non potendone più dell'invadente presenza di Nana, Goldie e la figlia si trasferiscono in un'altra città dove la donna accetta un impiego come madre surrogata per potersi guadagnare da vivere, e in tale occasione conosce David e Bryan, nei quali trova il sostegno di una famiglia che non ha mai avuto.
- Jane "Nana" Forrest, interpretata da Ellen Barkin
Comunemente chiamata Nana, in quanto narcisista ed insofferente all'idea che Goldie e Shania si riferiscano a lei con l'appellativo di nonna, Jane è una donna conservatrice, razzista e omofobica, che essendosi fatta carico della nipote Goldie sin dalla sua nascita, si arroga il diritto di decidere per lei in ogni suo aspetto della vita, e quando scopre che Goldie fa da madre surrogata per una coppia omosessuale cerca in tutti i modi di dissuaderla da tale decisione, ma con insuccesso. Di tanto in tanto, Jane ficcanasa nella vita della nipote, lanciando occasionalmente frecciate a David e Bryan.
- Shania Clemmons, interpretata da Bebe Wood
Shania è la figlia di Goldie, ed è una bambina di nove anni atipicamente intellettuale per la sua età, dotata di un'eccentricità che però la rende spesso oggetto di scherno tra i suoi coetanei. Shania è molto legata alla madre, con la quale ha un rapporto simbiotico, e ben presto trova in Bryan uno spirito affine.
- Raquel-Marie "Rocky", interpretata da NeNe Leakes
Rocky è l'assistente, nonché migliore amica di Bryan, con il quale ha un rapporto quasi fraterno. È la tipica donna in carriera dura, sicura di sé e fautrice dell'indipendenza femminile, con un atteggiamento crudo e diretto.
- Clay Clemmons, interpretato da Jayson Blair
Clay è il marito di Goldie, dal quale la ragazza sta cercando di divorziare per la sua incorreggibile infedeltà. Clay è un uomo subdolo, ignorante e infantile, che ferisce Goldie di continuo con i suoi atteggiamenti irresponsabili e le sue continue, malcelate, manipolazioni. Tuttavia con il tempo, Clay inizia a prendere coscienza dei suoi comportamenti scorretti nei confronti della propria famiglia, e si sforza quanto meno, di essere un buon padre per Shania.

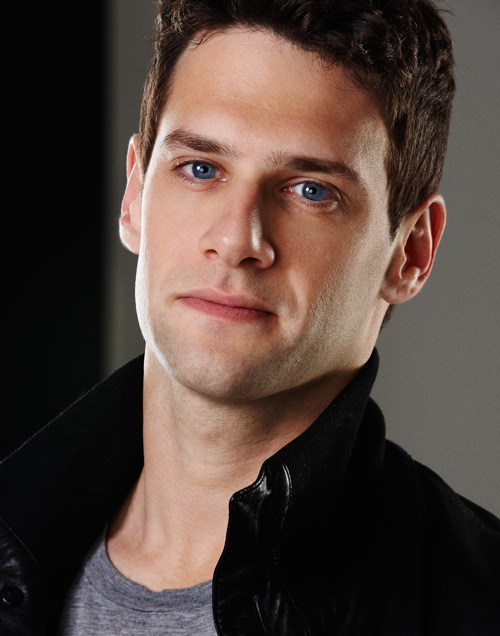
Justin Bartha interpreta David Sawyer
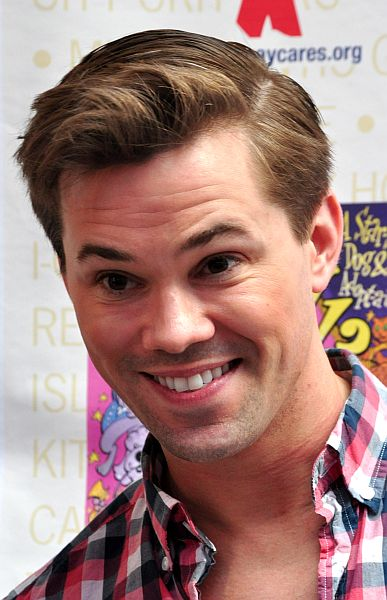
Andrew Rannells interpreta Bryan Collins
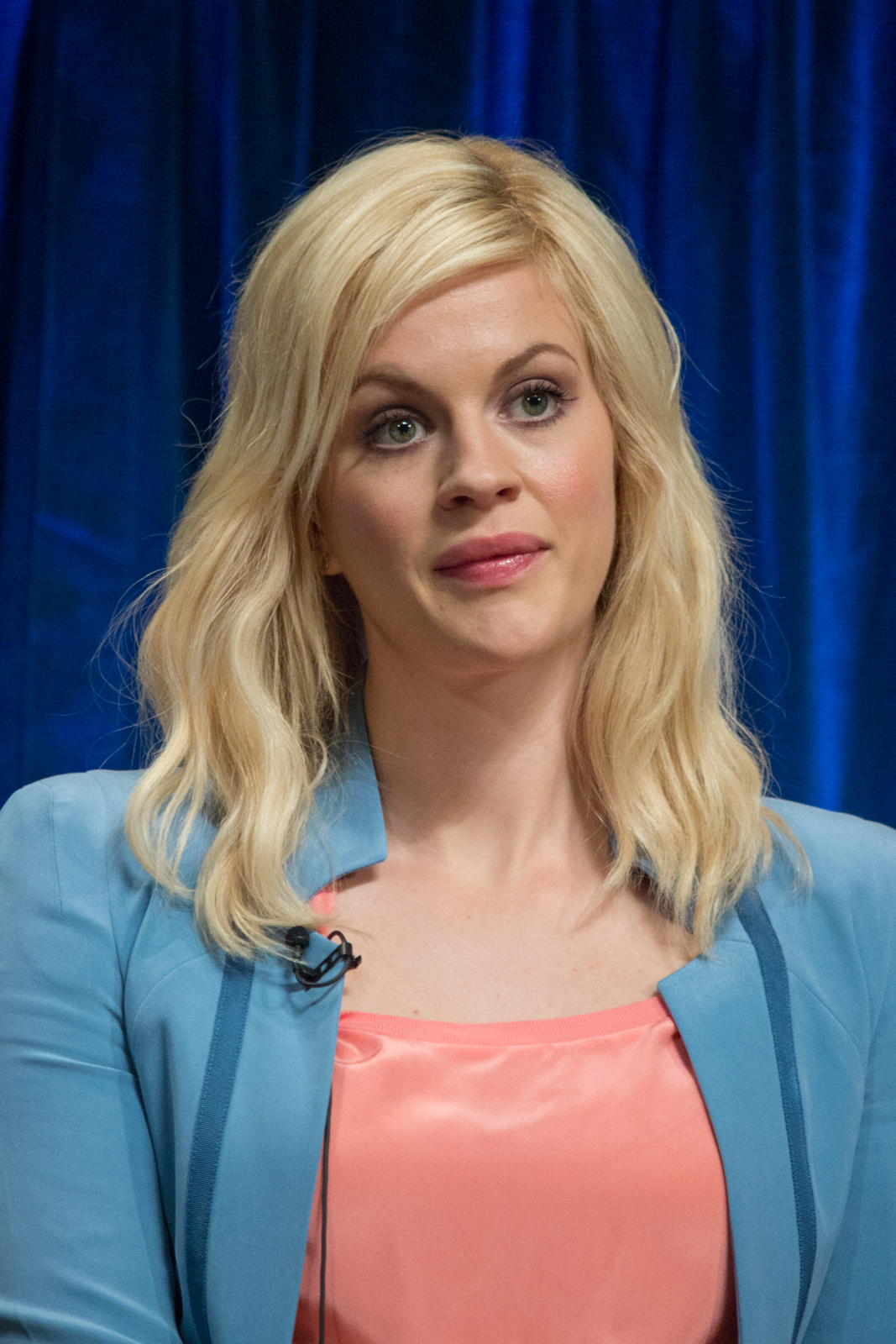
Georgia King interpreta Goldie Forrest Clemmons
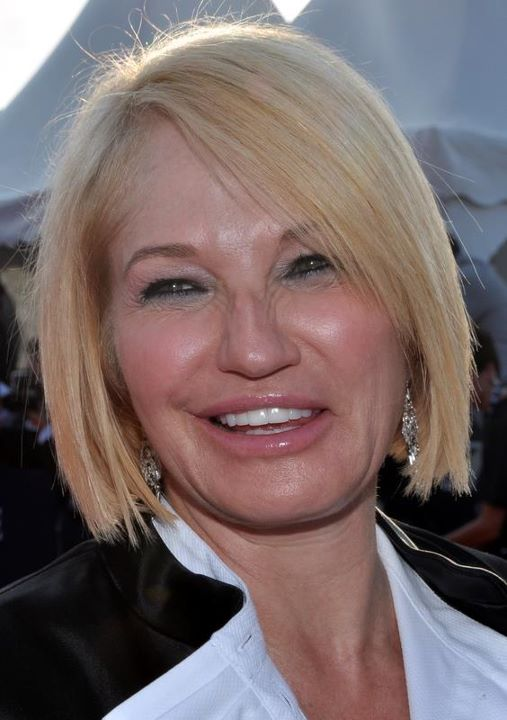
Ellen Barkin interpreta Jane Forrest
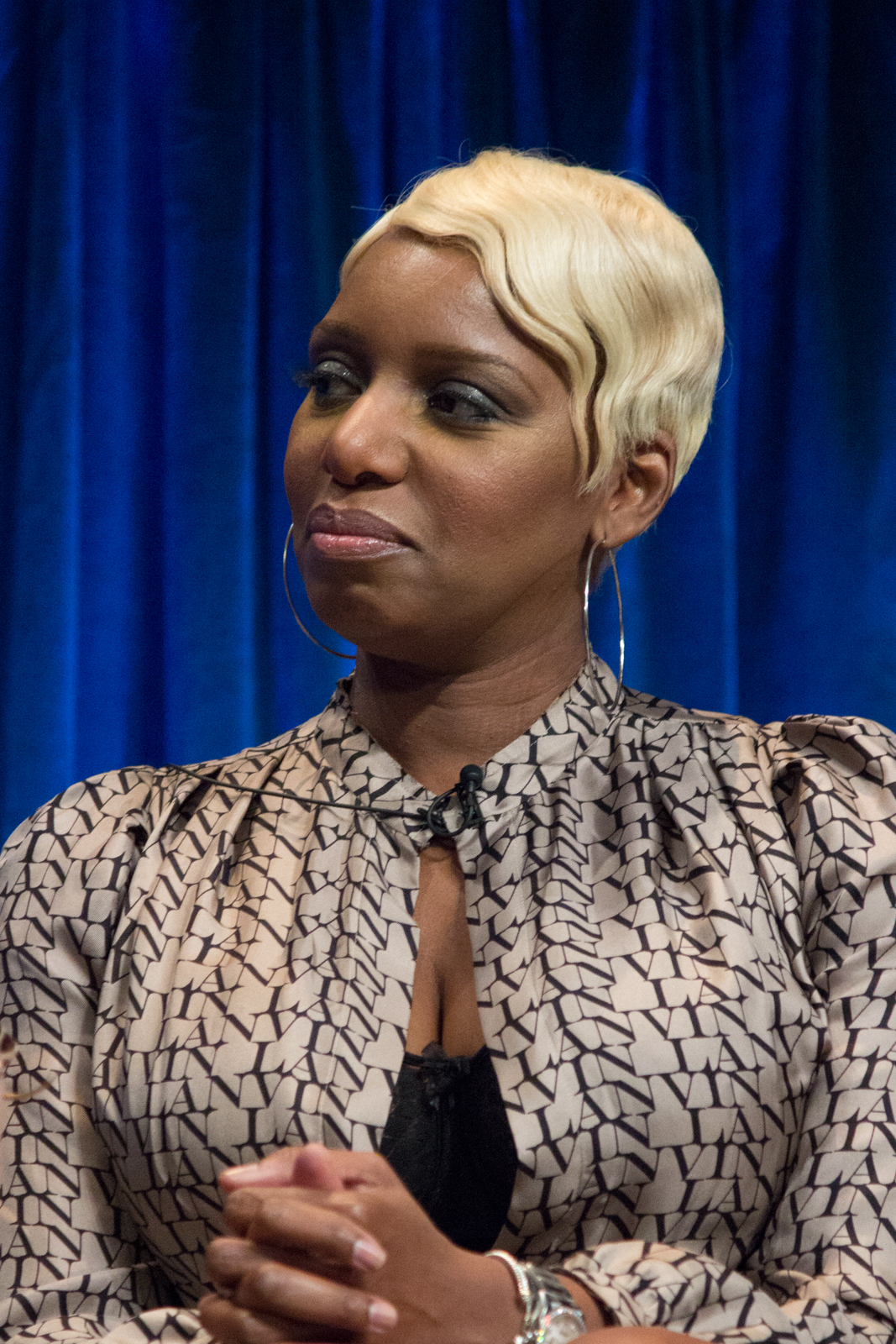
NeNe Leakes interpreta Rocky
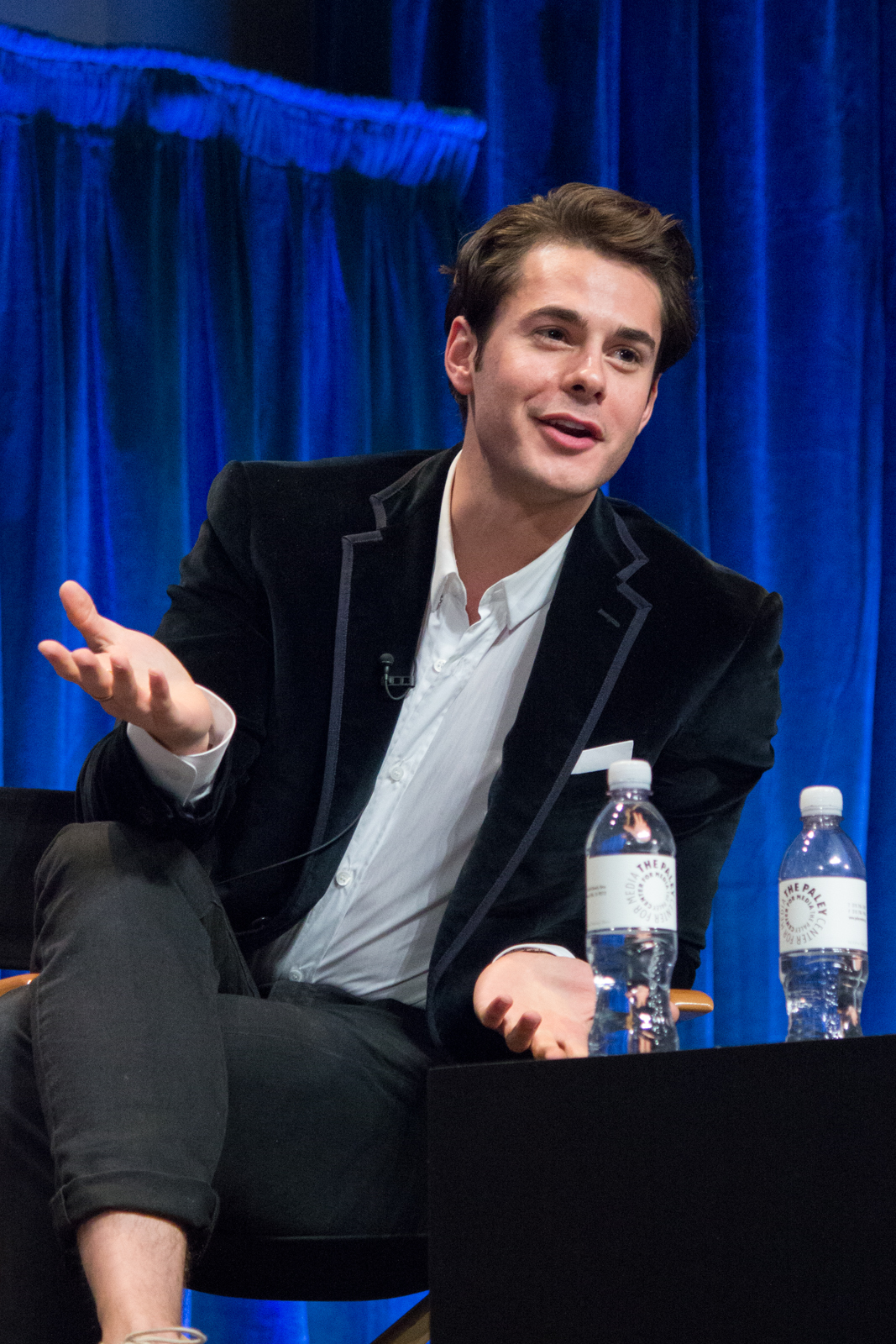
Jayson Blair interpreta Clay Clemmons